# Jasmin (Film)
Jasmin (Untertitel: Die Geschichte einer Depression) ist ein in Zusammenarbeit mit dem Bayerischen Rundfunk produzierter Spielfilm des deutschen Regisseurs Jan Fehse aus dem Jahr 2011. Der dramaturgisch weitgehend in der Form des Kammerspiels inszenierte und in vier Tagen gedrehte Film verfolgt die Sitzungen zwischen der jungen Angeklagten Jasmin Schückel und der Psychiaterin und Gutachtenerstellerin Dr. Feldt. In den Sitzungen berichtet die Angeklagte nach und nach aus ihrem Leben bis zur Tatnacht, an die sie sich nach eigenen Angaben zunächst nicht vollständig erinnert.
Am 14. Juni 2012 kam der Film in Hamburg-Volksdorf ins Kino, lief dort aber nur kurz. Am 20. Juni 2013 wurde der Film erstmals im Fernsehen (ARD) gezeigt.

## Handlung
Der Film findet fast vollständig als Zwei-Personen-Stück in einem einfach eingerichteten Raum statt, der sich nach Hinweisen im Film offenbar in einer psychiatrischen Klinik befindet. An einem schlichten Tisch sitzen sich die beiden Hauptpersonen über den Großteil des Films gegenüber: Wie der Zuschauer nach und nach erfährt, ist die Psychiaterin Dr. Feldt damit beauftragt, ein Gutachten für das Gericht anzufertigen, vor dem Jasmin Schückel angeklagt ist. Schückel hat ihre kleine Tochter getötet, danach einen Selbstmordversuch unternommen, den sie aber überlebt hat. Nun ist sie wohl des Mordes an ihrem Kind angeklagt, was jedoch nicht näher benannt wird.
Der Film verfolgt vier Sitzungen der psychiatrischen Begutachtung, in deren Verlauf Jasmin Schückel, befragt von Dr. Feldt, aus ihrem Leben die Hintergründe der Tat berichtet, von der Kindheit mit den Beziehungen zu ihren Eltern bis zu ihren Lebensbedingungen kurz vor der Tatnacht.

## Entstehungsgeschichte
Drehbuchautor Christian Lyra hatte sich mit mehreren realen Fällen von Kindstötung beschäftigt, um daraus den im Film dargestellten Fall zusammenzufügen.
Regisseur Jan Fehse sagte nach einer Leseprobe der beiden Hauptdarstellerinnen das geplante Schauspieler-Casting ab und engagierte die beiden sofort. Gezielt soll er mit ihnen zwei erfahrene Theaterschauspielerinnen ausgesucht haben. Denn für den Dreh sollten sie mit Einstellungen von bis zu 50 Minuten gefordert werden; gefilmt wurde allerdings mit sieben Kameras, so dass die langen Einstellungen im Film aufgrund vieler Schnitte nicht zu sehen sind. Nachdem Schäfer und Puls ihren Text gelernt hatten, ging es ohne weitere Proben vor die Kameras, wo das nötige Material in nur vier Tagen entstand.

## Rezeption
Das Filmlexikon Zweitausendeins resümierte: „Während die Darstellerinnen überzeugen, leidet das Drama an inszenatorischen Schwächen, vor allem am unentschiedenen Schwanken zwischen Theatralität und Realismus.“
Auf Prisma Online wurde der Film mit dem Minimum von einem Stern (von möglichen fünf) abgestraft: „Und wieder einer jener deutschen Filme, die sowohl am filmfachlichen wie auch am inhaltlichen Sachverstand zweifeln lassen. Billig, spartanisch-kammerspielartig gefilmt...“ Kritisiert werden ein vermeintlicher logischer Fehler (Vorhandensein von Besteck in einer psychiatrischen Klinik) und „derart dilettantische Sprüche (vor allem die [der] angebliche[n] Psychiaterin) ... dass einem das Zuhören schnell vergeht.“
Positiver beurteilte das Hamburger Abendblatt in einem Artikel über Hauptdarstellerin Wiebke Puls den Film, spricht von „hochprofessionellen Darstellerinnen“ und schwärmt: „Eine Situation, so schlicht wie wirkungsvoll, voller Elektrizität.“ Es verglich Jasmin positiv mit Romuald Karmakars Film Der Totmacher (1995, mit Götz George), der „ein ähnlich glanzvolles Forum eines filmischen Kammerspiels geboten“ habe.

## Auszeichnung und Filmfestivals
Anne Schäfer wurde für die Darstellung der Jasmin Schückel als „Beste Darstellerin“ für den Förderpreis Deutscher Film nominiert. Der Film wurde auf dem Filmfest München gezeigt, dem Indo-German-Filmfest in Bangalore und kam 2012 in die deutschen Kinos.